# 6469 Armstrong
(6469) Armstrong is een planetoïde in de planetoïdengordel en werd op 14 augustus 1982 ontdekt door Antonín Mrkos in het observatorium Klet in Zuid-Bohemen. De planetoïde is vernoemd naar de Amerikaans astronaut Neil Armstrong.